# Дхакар

Дха

Дхакар (धकार), кандхалаури дха (काँधलौरी ध) — дха, буква деванагари, обозначает  придыхательный звонкий альвеолярный взрывной согласный /dh/. Используется в алфавитах языков хинди, санскрит, бодо, конкани, маратхи, в непальском языке. 
Акшара-санкхья — 9 (девять). 

Дхакар ранджана

## Нумерация Арьябхата
- ध (дха) - 19
- धि (дхи) - 1900
- धु (дху) - 190 000